# Dictyosporium freycinetiae
Dictyosporium freycinetiae är en svampart som beskrevs av McKenzie 2008. Dictyosporium freycinetiae ingår i släktet Dictyosporium, ordningen Pleosporales, klassen Dothideomycetes, divisionen sporsäcksvampar och riket svampar.   Inga underarter finns listade i Catalogue of Life.